# Inview Technology
Inview Technology es una compañía británica de software para la televisión digital. Se especializa en las guías electrónica de programas (EPG por sus siglas en inglés) y servicios de difusión e internet para los mercados de la televisión de pago y el apagón analógico.
Su plataforma OTT (streaming Over-the-Top) integra el contenido de televisión e internet en un único interfaz de usuario.  Además, esta plataforma, llamada "Liberator", dispone de una huella muy pequeña que puede funcionar en hardware de bajo coste y utiliza los servicios basados en la nube. En consecuencia, los gastos de capital inicial y de operación son relativamente pequeños.
En 2014, Inview firmó un acuerdo con Pico Digital Inc. para desarrollar un descodificador de última generación dirigido al mercado latinoamericano. También, CTH Public Company Limited, un operador importante de televisión de pago en Tailandia eligió Inview e Irdeto para introducir OTT y versiones híbridas de sus servicios de cable.
Tiene su sede en Northwich, Cheshire, Reino Unido y es de propiedad privada.

## Historia
Los orígenes de Inview se remontan a 1996, cuando dos miembros del equipo directivo actual, Ken y Julie Austin, construyeron un equipo de ingenieros especializados en soluciones de software para la televisión digital.
Inview en los últimos 15 años, ha estado proporcionando guías electrónica de programas (EPG) y una plataforma de software de televisión digital para el mercado de emisión terrestre en abierto. Estos nuevos productos se desarrollaron para abordar la necesidad de una EPG líder en su clase en el Reino Unido, que podría ser desplegado en sintonizadores TDT de bajo coste, sin incurrir en gastos adicionales. Se han desplegado 10 millones de productos a través de 24 marcas.
Actualmente, los sintonizadores TDT que disponen de la plataforma Inview se venden al por menor en mercados europeos, tales como España, Francia, Italia, Polonia, Portugal y Alemania.

## Soluciones de Inview: Liberator
Liberator, una plataforma OTT basada en la nube, se desarrolló en 2012 como resultado de la necesidad de un descodificador, elaborado a medida, que los operadores de telecomunicaciones y proveedores de servicios de internet podrían distribuir a sus suscriptores. Utilizando el software ligero de Inview, Liberator puede funcionar en las plataformas de descodificadores básicos, ayuda a minimizar los gastos de capital iniciales y ofrece un despliegue rápido a los suscriptores. Inview firmó un acuerdo con Altech Multimedia para desarrollar soluciones de difusión y TV conectadas de bajo coste para África y el Oriente Medio.

## Soluciones de Difusión
En áreas que dispone de una infraestructura banda ancha insuficiente, Inview ofrece una solución de difusión que incluye la publicidad, Push VOD, televisión al día (también conocida como catch-up TV) y PVR (un grabador de video personal). Estos servicios se prestan de forma rentable en los decodificadores de gama baja, utilizando ancho de banda durante la noche que permite los usuarios ver la programación descargada en cualquier momento.  Los operadores pueden cobrar por los servicios interactivos y la integración de la publicidad directamente en la guía EPG y las aplicaciones.
Cuando los servicios de Internet mejoran, pueden actualizar fácilmente cada usuario para ofrecer funcionalidad conectada.

## Interfaz de Usuario Unificada
Inview puede actualizar decodificadores ya desplegados para ofrecer aplicaciones de televisión, una EPG interactiva y descubrimiento de contenido, de código muy ligero, que puede funcionar en dispositivos con memoria limitada y potencia de procesamiento. Así se mejora la experiencia del usuario e introduce servicios que generan ingresos para el operador, a través de una actualización de software por el aire, que crea  una interfaz de usuario unificada y servicios en todas las plataformas.

## Asociados de Negocios
En 2014 sus socios incluyen: Skyworth, Kaon, Broadcom, Mstar, Novatek, Goosat, Hopeful, MTC, MICO e Irdeto.